# Siphonotus formosus
Siphonotus formosus är en mångfotingart som beskrevs av Pocock 1894. Siphonotus formosus ingår i släktet Siphonotus och familjen koppardubbelfotingar. Inga underarter finns listade i Catalogue of Life.